# Appellationsgericht Aschaffenburg

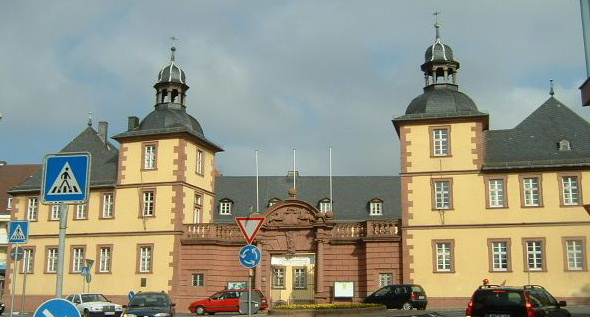
Schönborner Hof (Außenansicht)

Das Appellationsgericht Aschaffenburg war ein bayerisches Appellationsgericht mit Sitz in Aschaffenburg. Es war seit 1833 für den Untermainkreis, später Unterfranken als Berufungsgericht zuständig.

## Geschichte
Durch das Organische Edikt über die Gerichtsverfassung vom 24. Juli 1808, Teil III wurden die bisherigen Hofgerichte durch Appellationsgerichte ersetzt. Für das Gebiet des neuen Untermainkreises war seit 1817 das Appellationsgericht Würzburg zuständig gewesen. 1833 wurde es nach Aschaffenburg verlegt. 1856 wurden die Appellationsgerichte zur Berufungsinstanz für die Entscheidungen der neu geschaffenen Bezirksgerichte. 1873 wurden die Appellationsgerichte für Oberfranken und Unterfranken in Bamberg zusammengefasst. Das Appellationsgericht Aschaffenburg wurde damit aufgelöst und seine Aufgaben dem in Bamberg übertragen. 1879 wurde das Appellationsgericht Bamberg mit dem Inkrafttreten des Deutschen Gerichtsverfassungsgesetzes in ein Oberlandesgericht umgewandelt.

## Gerichtsgebäude
Das Gericht hatte in Aschaffenburg seinen Sitz im Schönborner Hof. Das Anwesen steht unter Denkmalschutz und wird heute als Naturwissenschaftliches Museum Aschaffenburg genutzt.

## Richter
- Lorenz Magnus von Hauck, ab 1828
- Hans Carl von Thüngen, ab 1838
- Ludwig Lucas von Gombart, ab 1839
- Karl von Mulzer, ab 1857 2. Direktor